# AlpenGold Hotel Davos
Koordinaten: 46° 48′ 48,6″ N, 9° 51′ 12,6″ O; CH1903: 784276 / 187541

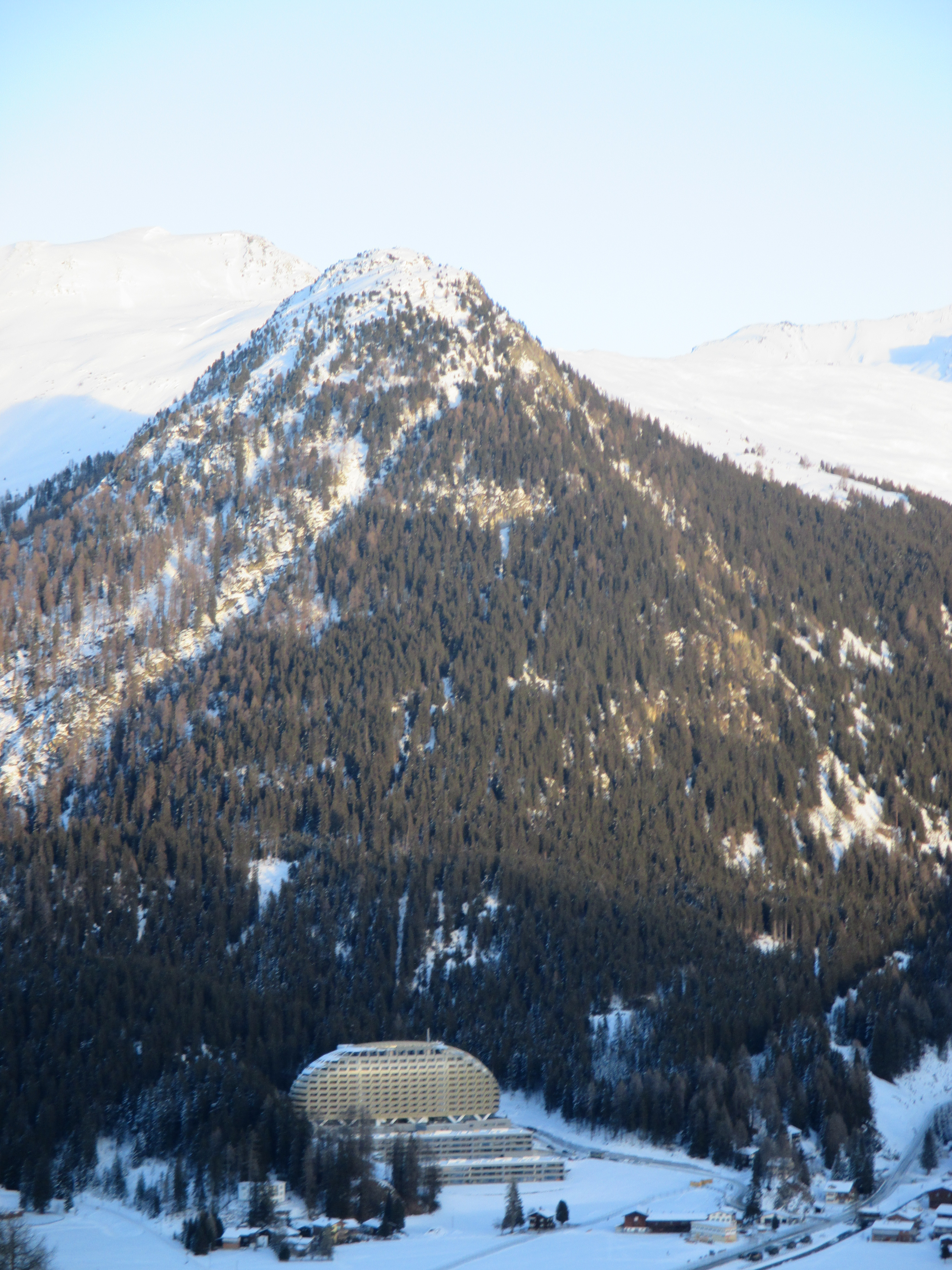
Seehorn mit dem damaligen Hotel InterContinental Davos 2014

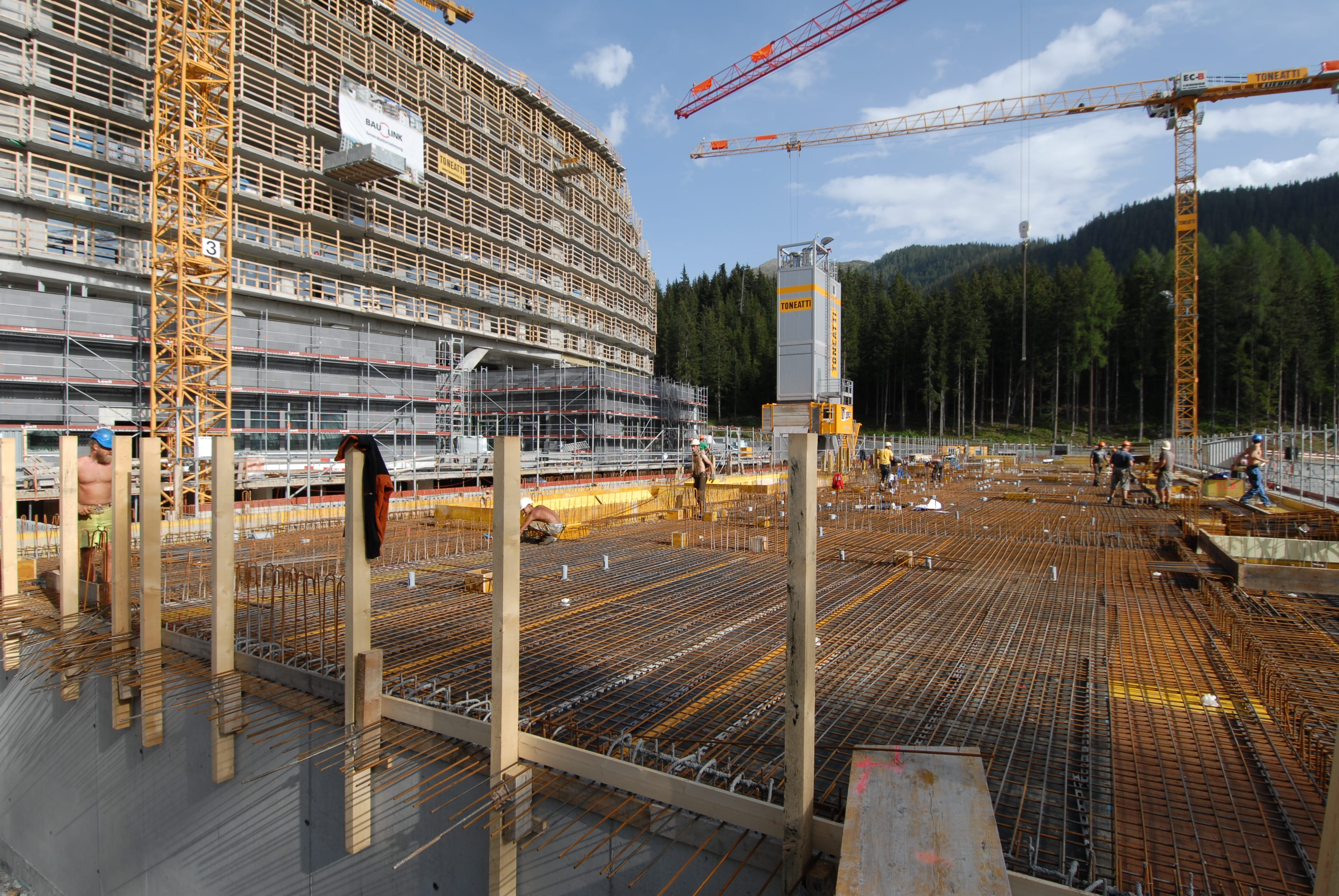
Baustelle mit Armierungsarbeiten

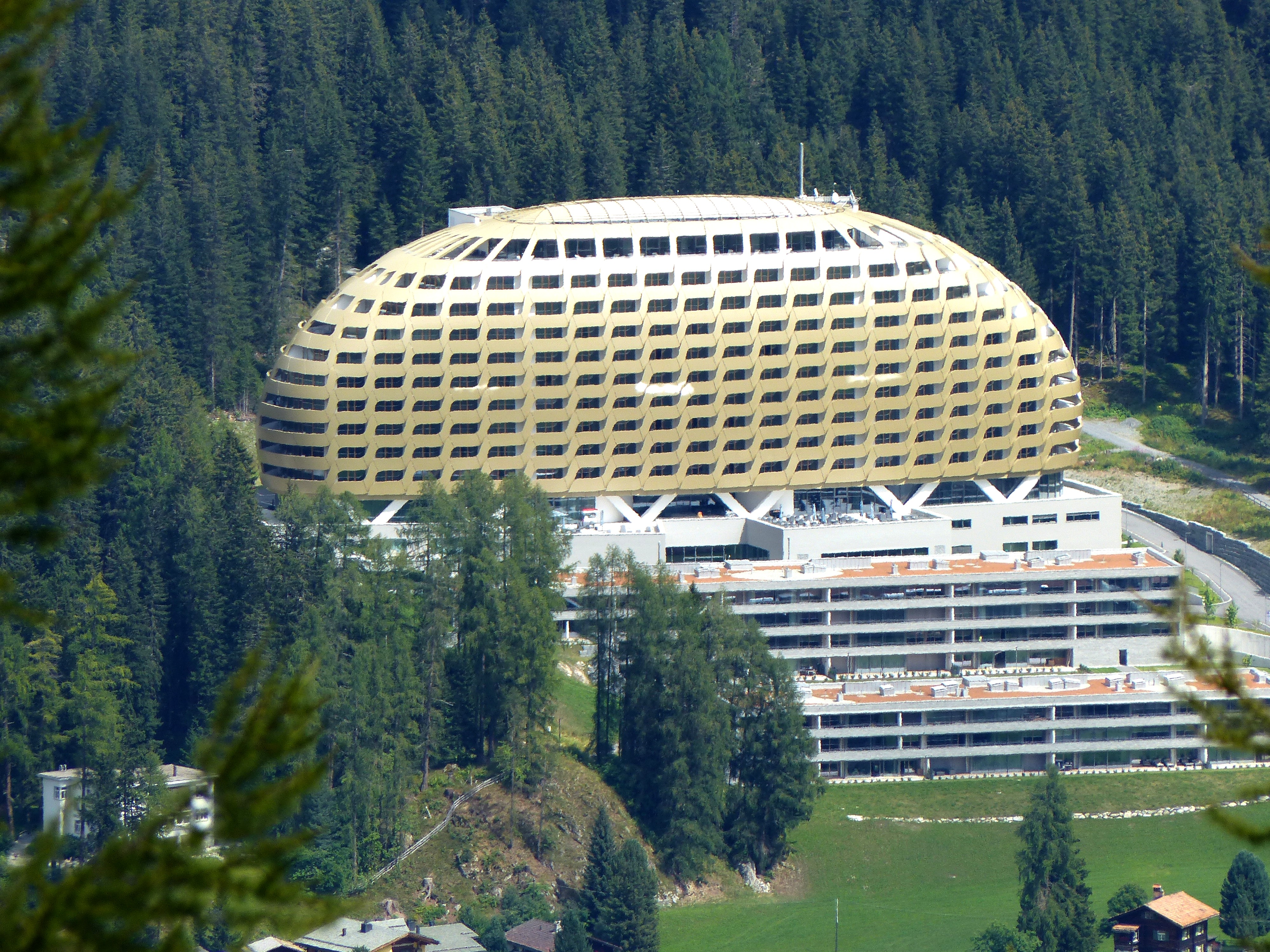
Ansicht vom August 2015

Das AlpenGold Hotel Davos ist ein 2013 als InterContinental eröffnetes Hotel in Davos in der Schweiz. Wegen seiner charakteristischen Form und der Farbgebung wird es auch Goldenes Ei genannt. Es befindet sich im Gebiet Stilli am nordöstlichen Ortsrand von Davos nahe der Strasse zum Flüelapass.

## Geschichte
Das Hotel steht an der Stelle des früheren Basler Sanatoriums an leicht erhöhter Lage am Fusse des Seehorns. Die Höhenklinik für Tuberkulosekranke, später für andere Erkrankungen der Atemwege, war von 1896 bis 1985 in Betrieb und wurde 2007 abgebrochen.
Das Hotelprojekt auf dem 20'274 m² grossen Areal wurde durch die Stilli Park AG entwickelt. Bauherr des Hotels und Eigentümer bis Ende 2019 war ein Immobilienfonds der Credit Suisse, der für den Betrieb des Hauses einen Pachtvertrag mit der Stilli Park AG vereinbarte. Diese wiederum ging einen Managementvertrag mit der InterContinental Hotels Group ein.
2006 wurde ein erster Entwurf eines Hotelgebäudes vorgestellt, der vom Architekten Matteo Thun stammte. Die Formgebung dieser Studie beeinflusste die später realisierte Ausführung der Architekten der Münchener Oikios GmbH, die 2007 durch Oliver Hofmeister, einen ehemaligen Architekten von Matteo Thun, gegründet wurde. Grosse Unterschiede ergaben sich bei der Fassadengestaltung der beiden Entwürfe. Matteo Thun schlug eine vergleichsweise einfach konzipierte Holzfassade vor, Oikios dagegen entwickelte die Aufsehen erregende, diagonal gegliederte Metallverkleidung. Von Oikios stammt auch die Architektur des Hotels Hilton Garden Inn in Davos.
Neben der für das Design zuständigen Oikios wurde für die Bauausführung die Davoser Baulink AG beauftragt. Diese bildete mit der Toneatti AG, Bilten, eine Arbeitsgemeinschaft als Totalunternehmerin. Nach der Bauzeit vom April 2011 bis November 2013 ging das Hotel am 19. Dezember 2013 in Betrieb.

### Konkurs der Betreibergesellschaft
Knapp ein halbes Jahr nach der Eröffnung, am 2. Juni 2014, meldete die Betreiberfirma Stilli Park AG Konkurs an. Am gleichen Tag übernahm die zwei Wochen zuvor gegründete Weriwald AG den Hotelbetrieb und führte ihn ohne Unterbruch weiter. Der Konkurs der Betreiberin nach so kurzer Zeit und die nahtlose Ablösung durch eine Nachfolgefirma lösten eine Kontroverse über die Hintergründe dieser Vorgänge aus. Bekannt wurde auch, dass die Stilli Park AG eine monatliche Pacht von 405'000 Franken an die Credit Suisse bezahlte.

### Verkauf an die Aevis Victoria-Gruppe
Am 27. November 2019 gab die Aevis Victoria SA den Kauf mehrerer Hotelobjekte des Credit Suisse-Immobilienfonds bekannt. Zu den Hotels, die per 1. Januar 2020 den Eigentümer wechselten, gehörte auch das InterContinental Davos. Namensgeber und Flaggschiff der Aevis Victoria-Gruppe ist das Hotel Victoria-Jungfrau in Interlaken.
Im Mai 2021 wurde bekanntgegeben, dass der Besitzerkonzern Aevis Victoria Michel Reybier Hospitality mit dem Management des Hotels beauftragte. Der Namenswechsel von InterContinental zu AlpenGold Hotel erfolgte per 31. Mai 2021.

## Hotelklassierung
Das AlpenGold Hotel in Davos verzichtet auf die formelle Klassierung als 5-Sterne-Hotel. Begründet wird dies mit einer Richtlinie von Firmen der Pharma- und Medizinaltechnikbranche, die es verbietet, Ärzte in Luxushotels unterzubringen. In Davos werden regelmässig Medizinkongresse veranstaltet.

## Architektur und Bauweise

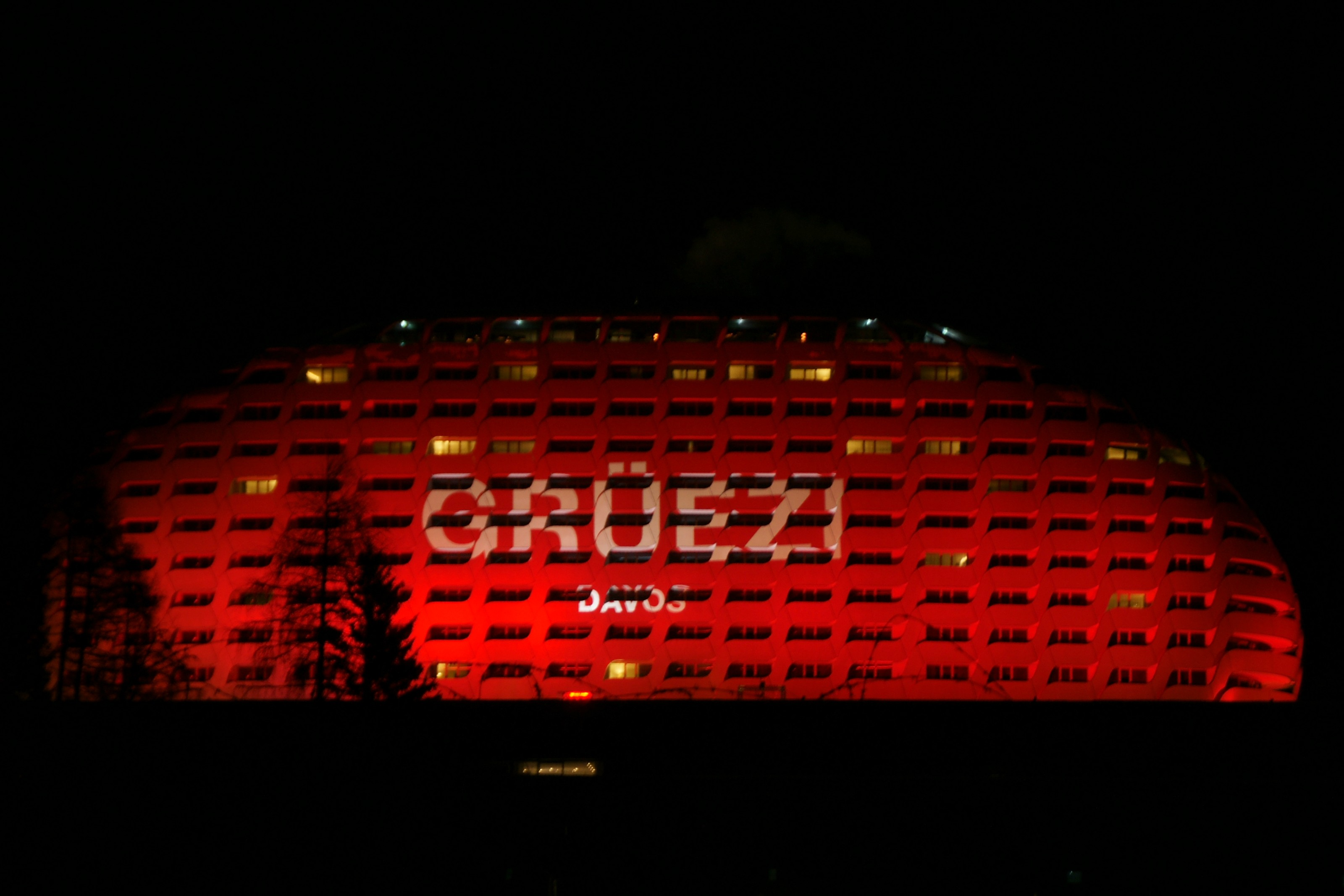
Beleuchtung im Januar 2014

Die Anlage besteht aus dem ovalen, 40 Meter hohen Hauptgebäude mit 216 Doppelzimmern und Suiten  und den beiden vorgelagerten niedrigeren Bauten mit 38 Wohnungen, die unterirdisch mit dem Hotel verbunden sind. Im Sockelgeschoss sind Lobby und Lounge, Veranstaltungsräume für bis zu 1.000 Gäste, zwei Restaurants und ein Laden untergebracht, weiter ein Spa-Bereich mit Innen- und Aussenpool, Saunen, Behandlungsräume sowie ein Fitnessraum. Das Dachgeschoss im 10. Stock beherbergt ein Gourmetlokal. Im Untergeschoss befindet sich eine Tiefgarage mit 108 Plätzen.
Aus architektonischer Sicht sticht neben der ungewöhnlichen ovalen Bauform des Hauptgebäudes die Gestaltung und Konstruktion der Metallfassade hervor. Für die 791 wellenförmigen Brüstungselemente und die Kuppel auf dem Dach wurden über 62.000 Einzelteile verbaut. Jedes Brüstungselement ist in seinen Abmessungen ein Unikat, weist aber im Innern eine identische Stahlrippenkonstruktion auf. Die Beplankung erfolgte mit Stahlblechen von 3 Millimetern Stärke. Die meisten Elemente weisen eine Grösse von etwa 1,6 m × 4,5 m auf, einige sind bis zu 14,6 m lang. Die Elemente des deutschen Fassadenspezialisten seele  wurden im tschechischen Pilsen gefertigt, in einzeln angepasste Transportrahmen gestellt und nach Davos spediert, wo sie innerhalb von sechs Monaten montiert wurden. Die gleiche Firma fertigte auch die Fassadenstruktur des Nationalstadions in Peking, bekannt unter dem Namen Vogelnest.
Blickfang in der Lobby ist die 28 Meter lange, wellenförmige Lichtinstallation Wave Chandelier von Moritz Waldemeyer. Das Licht von blauen und weissen LED wird von der Decke her über Glasfasern zu den 1.400 Glaskugeln geführt.